# شاهزاده هه میونگ
این یک نام کره‌ای است؛ نام خانوادگی هه است.
شاهزاده هه میونگ (به کره‌ای: 해명) دومین فرزند پادشاه یوریمیونگ و برادر بزرگتر پادشاه تموشین بود و پس مرگ شاهزاده دوجول (۱ قبل از میلاد) ولیعهد گوگوریو شد او همچنین فرمانده قلعه جولبون و فرمانده کل ارتش گوگوریو بود.

## زندگی شخصی
هه میونگ دومین پسر پادشاه یوریمیونگ بود. او پس از مرگ برادر بزرگترش شاهزاده دوجول درسال ۱ قبل از میلاد ولیعهد گوگوریو شد. او همچنین فرمانده قلعه جولبون و فرمانده کل ارتش گوگوریو بود.

او تلاش های بسیار همراه با برادرش موهیول برای کشتن حاکم تسو حاکم بویو انجام داد که بی نتیجه بود. در یکی از همین حملات او موفق شد یکی از سایه های حاکم تسو را به قتل برساند و این اتفاق خشم حاکم تسو را برانگیخت و او به  پادشاه یوریمیونگ دستور داد تا هه میونگ را به او تحویل دهد. و هه میونگ هم در سال ۹ میلادی در دشت یوون دونگ وون مجبور به خودکشی شد.

## حرفه
یک سال پس از مرگ برادر بزرگترش شاهزاده دوجول که ولیعهد اصلی بود، وی در ماه دوم سال چهارم (بیست و سومین سال سلطنت پادشاه یوریمیونگ) به عنوان ولیعهد منصوب شد. در ۸ ژانویه، او در شهر جولبون، پایتخت قدیمی بود، او بسیار قوی و شجاع بود. پادشاه هوانگریونگ گوگ این را شنید و یک قصر رودخانه ای به عنوان هدیه تقدیم کرد. هه میونگ کمان را شکست و فرستاده را به خاطر محکم نبودن سرزنش کرد و پادشاه هوانگ‌ریونگ احساس شرمندگی کرد. پدرش، پادشاه یوری، عصبانی شد و به پادشاه هوانگریونگ گفت: «می‌خواهم مرا به خاطر خودم بکشی، زیرا مرتکب تقوای بی‌فرمان شده‌ام». در ماه مارس، پادشاه هوانگریونگ هه میونگ را دعوت کرد و سعی کرد او را ترور کند، اما زمانی که او را ملاقات کرد، نتوانست این کار را انجام دهد و او را با ادب فرستاد.
در ماه مارس سال نهم (تقویم قمری)، پادشاه یوری به هه میونگ گفت: "من قصد داشتم با انتقال پایتخت و تقویت کشور، مردم را راحت کنم، اما تو فقط به قدرت خود افتخار کردی و خشم مردم را برانگیختی. کشورهای همسایه می توانی بگویی وظیفه بچه است؟» و شمشیر به او داد و خودکشی کرد. شخصی سعی کرد او را از این کار باز دارد، اما او گفت: "من کمان را شکستم زیرا فکر می کردم پادشاه هوانگریونگ ممکن است کشور ما را سبک بگیرد، اما به طور غیر منتظره ای پدرم مرا سرزنش کرد و به من گفت که خودکشی کنم. چگونه می توانم از آن اجتناب کنم؟" و نیزه را وارونه چسباند و با سوار شدن بر اسبش خودکشی کرد. او ۲۱ سال داشت. محل مرگ او چانگوون (槍原) نام داشت و در آنجا زیارتگاهی ساخته شد.